# John Arthur Ruskin Munro
John Arthur Ruskin Munro, häufig J. Arthur R. Munro, (* 24. Februar 1864 in London; † 18. Februar 1944 in Oxford) war ein britischer Althistoriker und Archäologe.

## Leben
J. A. R. Munro war ein Sohn des Bildhauers Alexander Munro, sein Patenonkel war John Ruskin. Er besuchte die Charterhouse School und studierte anschließend ab 1882 am Exeter College der University of Oxford bei Lewis Richard Farnell und schloss 1886 mit dem B.A. ab. 1888 wurde er Fellow des Lincoln College und erhielt 1889 den M.A. Am Lincoln College war er auch weiter tätig, wurde Tutor, Lecturer, 1904 Bursar und schließlich von 1918 bis zu seinem Tode Rektor.
1888/89 war er Stipendiat der British School at Athens und führte 1889 und 1890 unter Ernest Arthur Gardner mit Henry Arnold Tubbs Ausgrabungen in Zypern (Salamis, Marion) durch. 1891 reiste er mit David George Hogarth quer durch die Türkei von Mersin nach Samsun. 1893 nahm er an Ausgrabungen in Doclea in Montenegro teil. Im Herbst 1894 unternahm er mit William Cliffe Foley Anderson und H. M. Anthony eine Forschungsreise in Mysien, 1899 mit John George Clark Anderson in Pontos.
1894 wurde er Mitglied der Society of Antiquaries of London.

## Veröffentlichungen (Auswahl)
- mit Henry Arnold Tubbs: Excavations in Cyprus, 1889. Second Season’s Work. Polis tes Chrysochou. Limniti. In: The Journal of Hellenic Studies 11, 1890, 1–99.
- mit Henry A. Tubbs: Excavations in Cyprus. Third Season’s Work. Salamis. In: The Journal of Hellenic Studies 12, 1891, 298–333.
- The Chronology of Themistocles’ Career. In: The Classical Review 6, 1892, S. 333–334.
- mit David George Hogarth: Modern and Ancient Roads in Eastern Asia Minor. In: Supplementary Papers of the Royal Geographical Society 3, 1893, 643–739 (Digitalisat).
- mit William Cliffe Foley Anderson, Joseph Grafton Milne, Francis John Haverfield: On the Roman town of Doclea, in Montenegro. In: Archaeologia 55, 1896, S. 33–92 (Digitalisat).
- mit H. M. Anthony: Explorations in Mysia. In: The Geographical Journal 9, 1897, S. 150–169. 256–276 (Digitalisat).
- A Letter from Antigonus to Scepsis, 311 B. C. In: The Journal of Hellenic Studies 19, 1899, S. 330–340 (Digitalisat).
- Some Pontic Milestones. In: The Journal of Hellenic Studies 20, 1900, 159–166
- Roads in Pontus, Royal and Roman. In: The Journal of Hellenic Studies 21, 1901, 52–66.